# Pseuderanthemum
Pseuderanthemum är ett släkte av akantusväxter. Pseuderanthemum ingår i familjen akantusväxter (Acanthaceae).

## Dottertaxa
Dottertaxa till Pseuderanthemum, i alfabetisk ordning

- Pseuderanthemum acuminatissimum
- Pseuderanthemum alatum
- Pseuderanthemum album
- Pseuderanthemum andersonii
- Pseuderanthemum angustifolium
- Pseuderanthemum armitii
- Pseuderanthemum aubertii
- Pseuderanthemum axillare
- Pseuderanthemum bibracteatum
- Pseuderanthemum biceps
- Pseuderanthemum bicolor
- Pseuderanthemum bolivianum
- Pseuderanthemum bracteatum
- Pseuderanthemum bradtkei
- Pseuderanthemum breviflos
- Pseuderanthemum campylosiphon
- Pseuderanthemum candidum
- Pseuderanthemum carruthersii
- Pseuderanthemum caudifolium
- Pseuderanthemum chaponense
- Pseuderanthemum chilianthium
- Pseuderanthemum chocoense
- Pseuderanthemum cladodes
- Pseuderanthemum comptonii
- Pseuderanthemum confertum
- Pseuderanthemum confusum
- Pseuderanthemum congestum
- Pseuderanthemum couderci
- Pseuderanthemum crenulatum
- Pseuderanthemum cuatrecasasii
- Pseuderanthemum curtatum
- Pseuderanthemum cuspidatum
- Pseuderanthemum dawei
- Pseuderanthemum depauperatum
- Pseuderanthemum detruncatum
- Pseuderanthemum diachylum
- Pseuderanthemum dispermum
- Pseuderanthemum diversifolium
- Pseuderanthemum eberhardtii
- Pseuderanthemum ellipticum
- Pseuderanthemum ewanii
- Pseuderanthemum exaequatum
- Pseuderanthemum fasciculatum
- Pseuderanthemum floribundum
- Pseuderanthemum fruticosum
- Pseuderanthemum galbanum
- Pseuderanthemum glomeratum
- Pseuderanthemum graciliflorum
- Pseuderanthemum grandiflorum
- Pseuderanthemum haikangense
- Pseuderanthemum heterophyllum
- Pseuderanthemum hildebrandtii
- Pseuderanthemum hirtipistillum
- Pseuderanthemum hookerianum
- Pseuderanthemum hooveri
- Pseuderanthemum huegelii
- Pseuderanthemum hylophilum
- Pseuderanthemum idroboi
- Pseuderanthemum incisum
- Pseuderanthemum inclusum
- Pseuderanthemum interruptum
- Pseuderanthemum katangense
- Pseuderanthemum kingii
- Pseuderanthemum lanceolatum
- Pseuderanthemum lapathifolium
- Pseuderanthemum latifolium
- Pseuderanthemum laxiflorum
- Pseuderanthemum leiophyllum
- Pseuderanthemum leptanthus
- Pseuderanthemum leptorhachis
- Pseuderanthemum leptostachys
- Pseuderanthemum leptostachyum
- Pseuderanthemum liesneri
- Pseuderanthemum lilacinum
- Pseuderanthemum longifolium
- Pseuderanthemum longistylum
- Pseuderanthemum ludovicianum
- Pseuderanthemum macgregorii
- Pseuderanthemum macrophylum
- Pseuderanthemum maguirei
- Pseuderanthemum metallicum
- Pseuderanthemum micranthum
- Pseuderanthemum minutiflorum
- Pseuderanthemum modestum
- Pseuderanthemum muelleri-fernandi
- Pseuderanthemum orientalis
- Pseuderanthemum palauense
- Pseuderanthemum paniculatum
- Pseuderanthemum parishii
- Pseuderanthemum pelagicum
- Pseuderanthemum pennellii
- Pseuderanthemum pihuamoense
- Pseuderanthemum pittieri
- Pseuderanthemum poilanei
- Pseuderanthemum polyanthum
- Pseuderanthemum potamophilum
- Pseuderanthemum praecox
- Pseuderanthemum pseudovelutinum
- Pseuderanthemum pumilum
- Pseuderanthemum repandum
- Pseuderanthemum reticulatum
- Pseuderanthemum riedelianum
- Pseuderanthemum selangorense
- Pseuderanthemum shweliense
- Pseuderanthemum siamense
- Pseuderanthemum sneidernii
- Pseuderanthemum sorongense
- Pseuderanthemum standleyi
- Pseuderanthemum stenosiphon
- Pseuderanthemum stenostachyum
- Pseuderanthemum subauriculatum
- Pseuderanthemum subviscosum
- Pseuderanthemum sumatrense
- Pseuderanthemum sylvestre
- Pseuderanthemum tenellum
- Pseuderanthemum tetragonum
- Pseuderanthemum teysmannii
- Pseuderanthemum thelothrix
- Pseuderanthemum tomentellum
- Pseuderanthemum tonkinense
- Pseuderanthemum tunicatum
- Pseuderanthemum usambarensis
- Pseuderanthemum variabile
- Pseuderanthemum weberbaueri
- Pseuderanthemum verapazense
- Pseuderanthemum verbenaceum
- Pseuderanthemum viriduliflorum